# Settlement
Settlement (en. egentlig 'koloni') brugtes i overført betydning om en kreds uddannede unge
mennesker, sædvanlig akademikere, der slog sig ned i en storbys fattigkvarter for at tage en religiøs og social opgave op blandt befolkningen.
Settlements er opstået i London hvor Samuel A. Barnett blev præst 1872 i den fattige bydel Whitechapel i East End. Han vendte sig til akademikerne i Oxford og Cambridge og bad om, at nogle af dem ville komme ham til hjælp i arbejdet. Der kom også flere, som tilbragte deres ferier i Whitechapel, og blandt de første var Arnold Toynbee, en højt begavet og from ung mand, som var grebet af John Ruskins sociale reformtanker. Hans helbred var imidlertid svagt, og han døde allerede 1883, men havde forinden vakt andre unge mænds interesse for socialt arbejde, og nogle måneder efter hans død fik Barnett brev fra et par akademikere i Cambridge, som ønskede at udføre et personligt arbejde blandt de fattige.
Barnett foreslog dem at leje et hus i Whitechapel og leve der. Tanken blev grebet, Barnett førte den selv videre, og både Oxford- og Cambridge-akademikerne enedes om at grundlægge et universitets-settlement i Whitechapel med den opgave at byde akademikerne lejlighed til at lære nøden at kende og lejlighed til at være med ved dens afhjælpning. Juleaften 1884 sov den første "resident" (som beboerne af settlements kom til at hedde) i den nye bygning, der var ved at blive rejst i det mørkeste London, og det faldt naturligt, at bygningen kom til at hedde Toynbee Hall. Den fik plads til 22 "residents".
Økonomisk støtte ydedes navnlig af akademiske kredse i Oxford og Canterbury. Beboerne studerede selv, men søgte desuden
at hjælpe befolkningen og fik efterhånden en stærk indflydelse. Der blev givet undervisning i en række fag og færdigheder til mænd, kvinder og børn. Der oprettedes diskussionsklubber og læsestuer for mænd og drengeklubber, bibliotek, afholdtes koncerter, gymnastik og sport, sociale foredrag, og indførtes retshjælp, skakklubber, gudstjenester og søndagsskoler.
Barnett var den utrættelige og initiativrige leder. Han arrangerede blandt andet maleriudstillinger for at vække sansen for kunst. Dermed var den store settlement-bevægelse indledt, en kulturel strømning, der kan sammenlignes med den danske højskolebevægelse, et socialt initiativ der skulle føre to forskellige klasser af befolkningen sammen. En række førende mænd og kvinder i Englands offentlige liv været beboere, "residents". Der er nu et stort antal settlements i London, og der er settlements i næsten alle Storbritanniens større byer. Fra England er settlements gået til andre lande, og navnlig i Amerika har de fundet en gunstig jordbund.
I Saxogade i København har danske akademikere indrettet et settlement.
Litteratur anvendt i Salmonsen:
Alfred Th. Jørgensen, Filantropiens Førere og Former i det 19. Aarhundrede. 1921